# Luzzone Damm
Luzzone Damm är en dammbyggnad i Schweiz.   Den ligger i distriktet Blenio och kantonen Ticino, i den sydöstra delen av landet, 120 km öster om huvudstaden Bern. Luzzone Damm ligger 1 561 meter över havet.
Terrängen runt Luzzone Damm är huvudsakligen mycket bergig. Luzzone Damm ligger nere i en dal. Närmaste större samhälle är Disentis, 17,9 km nordväst om Luzzone Damm. 
Trakten runt Luzzone Damm består i huvudsak av gräsmarker. Runt Luzzone Damm är det mycket glesbefolkat, med 5 invånare per kvadratkilometer.